# Frei.Wild
Frei.Wild är en tysk-språkig tyskrock-grupp från Brixen i Sydtyrolen, Italien.
Bandet grundades 2001 av Philipp Burger och Jonas Notdurfter. Snart tillkom även basisten Jochen Gargitter och trummisen Christian Fohrer. Alla medlemmar är stora beundrare av Böhse Onkelz och andra tyskspråkiga rockband som Rammstein, Subway to Sally och In Extremo.

## Medlemmar
- Philipp "Fips" Burger – sång, elgitarr
- Jonas "Joy" Notdurfter – elgitarr
- Jochen "Zegga" Gargitter – basgitarr
- Christian "Föhre" Fohrer – trummor

## Diskografi

### Album

#### Studioalbum
- Eines Tages (2002)
- Wo die Sonne wieder lacht (2003)
- Mensch oder Gott (2005)
- Mitten ins Herz (Musikåret 2006|2006)
- Gegen Alles gegen Nichts (2008)
- Hart am Wind (2009)
- Gegengift (2010)
- Feinde deiner Feinde (2012)
- Still (2013)
- Opposition (2015)
- 15 Jahre Deutschrock & SKAndale (2016)
- Rivalen und Rebellen (2018)
- Unsere Lieblingslieder (2019)
- Still II (2019)
- Corona Quarantäne Tape – Alles wird gut! (2020)
- Corona Tape II – Attacke ins Glück (2020)

#### Livealbum
- Von Nah und Fern (2007)
- Händemeer (2011)
- Die Welt brennt – Live in Stuttgart (2012)
- Auf stiller Fahrt (2014)
- Live in Frankfurt: Unfassbar, unvergleichbar, unvergesslich (2014)
- 15 Jahre mit Liebe, Stolz & Leidenschaft (2016)

### Singlar
- Das Land der Vollidioten (2009)
- Sieger stehen da auf, wo Verlierer liegen bleiben (2010)
- Dieses Jahr holen wir uns den Pokal (2010)
- Allein nach vorne (2010)
- Weil du mich nur verarscht hast (2011)
- Feinde deiner Feinde (2012)
- Tot und doch am Leben (2012)
- Mach dich auf (2012)
- Wer nichts weiß, wird alles glauben (2012)
- Zieh mit den Göttern (2012)
- Unendliches Leben (2012)
- Verdammte Welt (2013)
- Stille Nacht (2013)
- Wir brechen eure Seelen (2014)
- Unvergessen, unvergänglich, lebenslänglich (2015)
- Wie ein schützender Engel (2015)
- Rivalen und Rebellen (2017)